# اردشیر (ورزقان)
اردشیر یکی از روستاهای استان آذربایجان شرقی است که در دهستان ازومدل شمالی بخش مرکزی شهرستان ورزقان واقع شده‌است.
این روستا یکی از صعب‌العبورترین روستا‌های شهر ورزقان در منطقه‌ی ارسباران است که نامش در اسناد دوره‌ی قاجاریه نیز ثبت و ضبط شده است.
نام این روستا در کتاب «عرض و طول بلاد ایران» به قلم ذوالفقار کرمانی ذکر شده است. 
این کتاب حدود ۱۵۵ سال پیش و در زمان ناصرالدین شاه قاجار نوشته شده است.